# Pribrejni (Bélgorod)
|  | Per a altres significats, vegeu «Pribrejni». |

Pribrejni - Прибрежный (rus) - és un poble (un possiólok) de l'óblast de Bélgorod, a Rússia. El 2010 tenia 1.168 habitants. Pertany al districte (raion) de Novi Oskol.